# Masdevallia bennettii
Masdevallia bennettii är en orkidéart som beskrevs av Carlyle August Luer. Masdevallia bennettii ingår i släktet Masdevallia och familjen orkidéer. Inga underarter finns listade i Catalogue of Life.